# سیارک ۲۱۸۲۷
سیارک ۲۱۸۲۷ (به انگلیسی: 21827 Chingzhu، نامگذاری:1999TS91) بیست و یک هزار و هشتصد و بیست و هفتمین سیارک کشف شده‌است که در ۲ اکتبر ۱۹۹۹ کشف شد.
قدر مطلق سیارک برابر ۱۲٫۹ است.